# Кандела (Апулия)
Кандела (итал. Candela) — коммуна в Италии, располагается в регионе Апулия, в провинции Фоджа.
Население составляет 2755 человек (2008 г.), плотность населения составляет 28 чел./км². Занимает площадь 96 км². Почтовый индекс — 71024. Телефонный код — 0885.
Покровителем коммуны почитается святой Климент, папа Римский.

## Демография
Динамика населения:

## Администрация коммуны
- Официальный сайт: http://www.comune.candela.fg.it/

## Известные жители и уроженцы
- Франческо Д'Андреа (1625-1698), итальянский юрист, философ и политик.